# 血吸虫
血吸蟲（blood fluke）又名裂体吸蟲、住血吸虫，屬扁形動物門吸虫纲複殖亞綱有壁目裂体科，主要指所有歸類在裂體屬下19個同屬的物種。其中有6種可以寄生人類，主要者有三種，分別流行於中東、亞洲和南美洲地區，分布範圍較廣，且是可以感染人類的主要三種血吸蟲；另外三種則侷限於北非、馬來半島、湄公河流域，由於多為動物株（zoophilic strain），對人的影響較小。
血吸蟲成長的過程都必須經過在淡水螺體內的寄生階段，才有能力感染其他宿主，而血吸蟲寄生後多選擇在宿主體內的靜脈定居，所引起的症狀表現各有不同，皆統稱為血吸蟲症（或血吸蟲病），被世界衛生組織公佈在六大熱帶醫學疾病之一。

## 下属物种
本属包括以下物种：
- Schistosoma bomfordi
- 牛裂体吸虫 Schistosoma bovis，牛血吸虫
- Schistosoma curassoni
- Schistosoma datta
- Schistosoma edwardiense
- 几内亚裂体吸虫 Schistosoma guineensis
- 埃及血吸蟲 Schistosoma haematobium
- Schistosoma harinasutai
- Schistosoma hippotami
- Schistosoma incognitum
- 印度裂体吸虫 Schistosoma indicum
- 間插血吸蟲 Schistosoma intercalatum，刚果裂体吸虫, 刚果血吸虫
- 日本血吸蟲 Schistosoma japonicum，日本裂体吸虫
- Schistosoma kisumuensis
- Schistosoma leiperi
- 曼氏血吸蟲 Schistosoma mansoni，曼森氏裂体吸虫
- 馬來血吸蟲 Schistosoma malayensis
- Schistosoma margrebowiei
- Schistosoma mattheei
- 湄公血吸蟲 Schistosoma mekongi
- Schistosoma ovuncatum
- Schistosoma nasale
- Schistosoma rodhaini
- 中华裂体吸虫 Schistosoma sinensium
- 梭形裂体吸虫 Schistosoma spindale
- 猪裂体吸虫 Schistosoma suis，猪血吸虫
- Schistosoma turkestanicum

## 生活史
血吸虫的生活史包括成虫、卵、毛蚴、胞蚴、尾蚴及童虫等6个阶段。
感染血吸虫的人或其它哺乳动物从粪便中排出虫卵，若粪便污染了水，虫卵被带进水中，在水里孵出毛蚴。毛蚴能在水中自由游动，并主动钻入水中的钉螺体内，发育成母胞蚴，进行无性繁殖，产生子胞蚴。子胞蚴再经一次繁殖，产生大量尾蚴，尾蚴离开钉螺在水中自由游动。人们因生产劳动、生活用水、游泳戏水等各种方式与含有尾蚴的水接触后，尾蚴便很快钻进人体皮肤，进入皮肤后即转变成童虫，经过一定时间的生长发育，最终在肝、肠附近的血管内定居寄生，并发育成熟，成为成虫。雌、雄成虫结伴合抱，交配产卵，每条雌虫每天可产卵二三千个。这样一个周期即是血吸虫的一生，即生活史。
在血吸虫的生活史中，有两个宿主，一个是被成虫寄生的人和其它哺乳动物，称为终宿主，许多种哺乳动物都可成为血吸虫的终宿主；另一个是被幼虫寄生的钉螺，叫中间宿主，钉螺是日本血吸虫的唯一中间宿主。

## 血吸虫病
血吸虫对人体损害导致症状称为“血吸虫病”，血吸虫病俗称“大肚子病”，属于人和牛、羊、猪等哺乳动物感染血吸虫所引起的一种传染病和寄生虫病；血吸虫人对人畜危害以虫卵损害为最为严重；虫卵沉着在宿主的肝脏及肠壁等组织，形成虫卵肉芽肿，最后导致肝脾肿大、肠壁纤维化、肝硬化和腹水；儿童如果反复感染血吸虫会引起发育不良、智力减退、生殖机能不好，形成血吸虫性“侏儒症”，丧失劳动力。
中国只发现与流行日本血吸虫，因最早发现于日本而得名。日本血吸虫的毛蚴在水中可活2～3天，毛蚴主要寄生于钉螺，在螺体内发育为母胞蚴、子胞蚴、尾蚴后逸出；人畜接触含有尾蚴的疫水后，尾蚴即可通过皮肤侵入；尾蚴脱去尾成为童虫，在寄主（宿主）体内移行发育，在移行发育过程中未能到达肠系膜静脉的童虫，因不能发育为成虫而死亡。童虫一旦到达肠系膜静脉，即定居其中发育为成虫，终生不再移动。
血吸虫传播途径：人畜传播主要有钉螺、粪便、水源。

## 流行病學
血吸虫病分布于北纬34°到南纬34°之間热带和亚热带地区，世界上有76个国家和地区流行；中国血吸虫主要分布于长江流域及长江以南的江苏、浙江、湖南、湖北、安徽、江西、四川、云南、 广东、广西、福建和上海等12个省（市、自治区）409县（市、区）均有发现，最南处为广西横县，最北处为江苏宝应县；主要流行区为湖南、湖北、江西、安徽、江苏、四川、云南等7省；最严重的地区湖北的荆州、湖南的岳阳。
目前有74個國家和地區的6億人口生活在流行區，其中有2億病人。這些地區的氣候和自然環境適於本蟲中間寄主螺類的繁殖，人與疫水接觸機會亦多。中國只有日本血吸蟲病(因本病首先在日本發現，病原蟲的生活史也首先經日本學者詳細研究而闡明，故得名)，20世紀50年代以前曾流行於長江以南大部分產糧區，患者多達1000餘萬人。經大規模群眾性防治，至70年代發病人數已降至250萬，台灣僅發現動物感染日本血吸蟲。

## 中國疫情
湖南长沙马王堆汉墓出土的西汉古尸的肝脏、肠道均查出血吸虫虫卵，这一发现证实至少在2100年前的汉代中国就出现血吸虫病。中华人民共和国成立以后，从1956—1957年，中国大陆对血吸虫病进行全面普查和防治，血吸虫流行区至此对血吸虫病进行了有效控制，并建立了如青浦任屯血防陈列馆等宣传场馆。
2000年以来血吸虫病疫情开始变得很严峻。根据2003年中国卫生部向全国人大常委会报告时提供的数据，大陆地区有427个县（市、区）存在疫情，受威胁人口6500万，钉螺分布面积达2.22万公顷，洞庭湖、鄱阳湖的江湖洲滩地带，四川、云南的部分山区为重疫区。据卫生部门发布的统计资料，2003年全国有血吸虫病人84万，比2000年增加了15万；其中急性感染人数明显增加，2003年发生了30多起急性血吸虫病爆发疫情，2003年流行区７省报告急性感染1114人，较2002年同期上升22％。

## 外部連結
- 《怎样预防和治疗血吸虫病？》 （页面存档备份，存于），中国政府门户网站。
- 《旅遊健康服務 血吸蟲病》 （页面存档备份，存于），香港衛生署。